# ウィリアム・ウォード (第10代ウォード男爵)
第10代ウォード男爵ウィリアム・ハンブル・ウォード（英語: William Humble Ward, 10th Baron Ward、1781年1月9日 – 1835年12月6日）は、イングランド貴族。

## 生涯
ハンブル・ウォード（Humble Ward、1755年12月1日洗礼 – 1785年1月9日、ウィリアム・ウォードの息子）と妻スザンナ（Susanna、旧姓ビークロフト（Beecroft））の息子として、1781年1月9日に生まれた。父方の祖父ウィリアム（1758年7月21日没）は初代ダドリー＝ウォード子爵ジョン・ウォードの弟にあたる。イートン・カレッジで教育を受けた後、1799年6月3日にケンブリッジ大学クイーンズ・カレッジに入学、1803年にB.A.の学位を、1806年にM.A.の学位を修得した。その後、イングランド国教会の聖職者になった。
1833年3月6日に祖父の兄ジョンの孫にあたる初代ダドリー伯爵ジョン・ウィリアム・ウォードが死去すると、ウォード男爵位を継承した。
1835年12月6日にヒムリー・ホールで死去、長男ウィリアムが爵位を継承した。

## 家族
1816年5月22日、アメリア・ピランズ（Amelia Pillans、1797年ごろ – 1882年5月23日、ウィリアム・グーチ・ピランズの娘）と結婚、2男2女をもうけた。
- ウィリアム（1817年3月27日 – 1885年5月7日） - 第11代ウォード男爵、初代ダドリー伯爵[1]
- ハンブル・ダドリー（1821年12月20日 – 1870年12月14日） - 1843年12月17日、イリナ・ルイーザ・ホークス（Eleanor Louisa Hawkes、1899年12月16日没、トマス・ホークス（英語版）の娘）と結婚、子供あり[3]
- ジュリア・スザンナ（1902年5月28日没） - 1842年6月14日、トマス・リー・クロートン（Thomas Legh Claughton、1892年7月25日没）と結婚、子供あり[3]
- アメリア（1830年没[3]）